# Supercoppa dei Paesi Bassi 2024 (calcio femminile)
La Supercup 2024 di calcio femminile è stata l'ottava edizione della Supercoppa dei Paesi Bassi, la terza dalla ripristino del trofeo dopo l'edizione del 2010.
L'incontro per l'assegnazione del trofeo è stato disputato il 31 agosto 2024 al De Grolsch Veste di Enschede e ha visto la vittoria del Twente, al terzo successo consecutivo nella competizione.

## Formato
Come in tutte le precedenti edizioni, il numero di partecipanti è di due squadre: il Twente, vincitore del campionato di Eredivisie 2023-2024, e l'Ajax, vincitore della Coppa dei Paesi Bassi 2023-2024. La competizione si svolge in gara unica in campo neutro.

## Squadre partecipanti
| Squadra | Qualificazione                                  | Ultima partecipazione |
| ------- | ----------------------------------------------- | --------------------- |
| Twente  | 1ºª classificato in Eredivisie 2023-2024        | 2023                  |
| Ajax    | Vincitore della Coppa dei Paesi Bassi 2023-2024 | 2023                  |

## Tabellino
| Arbitro: | Overtoom |

|                                                             |           |               |
| Van Dooren 28’, 42’, 63’ Van Dijk 57’ Ravensbergen 78’, 82’ | Marcatori | 27’ Keukelaar |

| Twente | Ajax |

| P               | 16 | Olivia Clark                |  |     |
| D               | 11 | Alieke Tuin                 |  |     |
| D               | 4  | Lieske Carleer              |  |     |
| D               | 5  | Anna Knol                   |  | 60’ |
| D               | 12 | Leonie Vliek                |  | 70’ |
| C               | 18 | Sophie te Brake             |  | 46’ |
| C               | 10 | Kayleigh van Dooren         |  |     |
| C               | 8  | Danique van Ginkel          |  |     |
| A               | 7  | Charlotte Hulst             |  | 70’ |
| A               | 20 | Nikée van Dijk              |  | 70’ |
| A               | 6  | Ella Peddemors              |  |     |
| A disposizione: |    |                             |  |     |
| C               | 17 | Amanda Jacobsen Andradóttir |  | 48’ |
| D               | 3  | Merel Bormans               |  | 60’ |
| A               | 9  | Jaimy Ravensbergen          |  | 70’ |
| D               | 2  | Kim Everaerts               |  | 70’ |
| A               | 29 | Rose Ivens                  |  | 70’ |
| P               | 1  | Daniëlle de Jong            |  |     |
| P               | 22 | Fiene Bussman               |  |     |
| C               | 24 | Daniela Galic               |  |     |
| C               | 23 | Suus Verdaasdonk            |  |     |
| Allenatore:     |    |                             |  |     |
| Joran Pot       |    |                             |  |     |

| P                 | 1  | Regina van Eijk     |  |     |
| D                 | 6  | Jonna van de Velde  |  | 62’ |
| D                 | 8  | Sherida Spitse      |  |     |
| D                 | 26 | Isa Kardinaal       |  | 46’ |
| C                 | 4  | Deau den Turk       |  |     |
| C                 | 20 | Lily Yohannes       |  | 76’ |
| C                 | 16 | Danique Noordman    |  |     |
| C                 | 10 | Nadine Noordam      |  |     |
| A                 | 23 | Lotte Keukelaar     |  |     |
| A                 | 9  | Danique Tolhoek     |  | 62’ |
| A                 | 19 | Tiny Hoekstra       |  | 46’ |
| A disposizione:   |    |                     |  |     |
| D                 | 17 | Bente Jansen        |  | 46’ |
| D                 | 15 | Liv Rademaker       |  | 46’ |
| A                 | 29 | Mirte van Koppen    |  | 62’ |
| D                 | 22 | Quinty Sabajo       |  | 62’ |
| C                 | 12 | Jade van Hensbergen |  | 76’ |
| P                 | 13 | Lois Niënhuis       |  |     |
| P                 | 31 | Dionne van der Wal  |  |     |
| D                 | 27 | Roos Valk           |  |     |
| Allenatrice:      |    |                     |  |     |
| Hesterine de Reus |    |                     |  |     |